# Catocala obscurata
Catocala obscurata là một loài bướm đêm trong họ Erebidae.